# Linjetjärnarna, Norrbotten
Linjetjärnarna är en sjö i Bodens kommun i Norrbotten och ingår i Luleälvens huvudavrinningsområde.